# Luka Čeferin
Luka Čeferin, slovenski slikar in podobar, * 2. oktober 1805, Leskovica, † 16. december 1859, Idrija.

## Življenje in delo
V uku je bil najprej pri Janezu Groharju v Zgornji Sorici, nato pa je odšel na dunajsko akademijo. Leta 1840 se je nastanil v Idriji, kjer je umrl 16. decembra 1859. Izdeloval je oltarje ter slikal križeve pote in oltarne podobe po Sloveniji. Po najnovejših odkritjih je bil tudi kamnosek.